# Manfredo Fanti a Mola di Gaeta
Manfredo Fanti a Mola di Gaeta  è un quadro di Raffaele Pontremoli del 1860, conservato nel Museo del Risorgimento di Modena.

## Descrizione
Il quadro venne eseguito nel novembre del 1860 dal pittore soldato Raffaele Pontremoli, cronista di guerra che dipinse le principali battaglie ed eventi dei moti risorgimentali italiani.